# Kevin Vázquez
Kevin Vázquez Comesaña (* 23. März 1993 in Nigrán) ist ein spanischer Fußballspieler. Der rechte Verteidiger steht bei Celta Vigo unter Vertrag.

## Karriere
Nachdem Kevin Vázquez bereits seine Jugend bei Celta Vigo verbracht hatte und anschließend sieben Jahre bei der zweiten Mannschaft gespielt hatte, stieg er zur Spielzeit 2017/18 zur ersten Mannschaft auf. Dort debütierte er am 26. November 2018 bei der 1:2-Niederlage gegen Real Sociedad in der Primera División.